# Lopata (Žužemberk, Slovenija)
Lopata je naselje u slovenskoj Općini Žužemberku. Lopata se nalazi u pokrajini Dolenjskoj i statističkoj regiji Jugoistočnoj Sloveniji. 

## Stanovništvo
Prema popisu stanovništva iz 2002. godine naselje je imalo 86 stanovnika.